# Mamadou Diallo (ur. 1994)
Mamadou Lamarana Diallo (ur. 19 września 1994 w Yeumbeul) – piłkarz gwinejski pochodzenia senegalskiego grający na pozycji lewoskrzydłowego. 

## Kariera klubowa
Swoją karierę piłkarską Diallo rozpoczął w klubie Dakar Sacré-Cœur. W sezonie 2011/2012 zadebiutował w jego barwach w drugiej lidze senegalskiej. Grał w nim przez rok. W 2012 roku wyjechał do Francji i został zawodnikiem FC Sochaux. Początkowo grał w rezerwach tego klubu, a 23 listopada 2013 zadebiutował w pierwszym zespole w Ligue 1 w zremisowanym 1:1 domowym meczu z SC Bastia. W Sochaux grał do końca sezonu 2014/2015.
Latem 2015 Diallo przeszedł do czwartoligowego Arras FA i grał w nim przez dwa lata. W sezonie 2017/2018 występował w Croix, a w latach 2018–2020 był piłkarzem US Créteil.
Latem 2020 roku Diallo został piłkarzem grającego w Ligue 2, Grenoble Foot 38. Swój debiut w nim zaliczył 22 sierpnia 2020 w przegranym 0:1 wyjazdowym meczu z Rodez AF.
| Sezon   | Klub                 | Kraj    | Rozgrywki              | Mecze | Gole |
| ------- | -------------------- | ------- | ---------------------- | ----- | ---- |
| 2011/12 | Dakar Sacré-Cœur     | Senegal | Ligue 2                | ?     | ?    |
| 2012/13 | FC Sochaux B         | Francja | CFA                    | 11    | 1    |
| 2013/14 | FC Sochaux           | Francja | Ligue 1                | 1     | 0    |
| 2013/14 | FC Sochaux B         | Francja | CFA                    | 24    | 6    |
| 2014/15 | FC Sochaux           | Francja | Ligue 2                | 1     | 0    |
| 2014/15 | FC Sochaux B         | Francja | CFA                    | 26    | 4    |
| 2015/16 | Arras FA             | Francja | CFA                    | 14    | 2    |
| 2016/17 | Arras FA             | Francja | CFA                    | 26    | 10   |
| 2017/18 | Croix                | Francja | Championnat National 2 | 25    | 6    |
| 2018/19 | US Créteil-Lusitanos | Francja | Championnat National 2 | 25    | 5    |
| 2019/20 | US Créteil-Lusitanos | Francja | Championnat National   | 19    | 8    |
| 2020/21 | Grenoble Foot 38     | Francja | Ligue 2                | 35    | 4    |

## Kariera reprezentacyjna
W 2022 roku Diallo został powołany do reprezentacji Gwinei na Puchar Narodów Afryki 2021. 10 stycznia 2022 zadebiutował w niej w wygranym 1:0 grupowym meczu z Malawi, rozegranym w Bafoussam. Na tym turnieju rozegrał wystąpił również w meczu grupowym z Zimbabwe (1:2).